# Thérèse Gaudrion
Thérèse Gaudrion, née le 1er octobre 1880 à Paris où elle est morte le 5 février 1954, est une peintre française.

## Biographie
Thérèse Marie Coralie Gaudrion est la fille de Jules Stanislas Gaudrion, négociant, et de Marie Jeanne Henriette Florat. Sa sœur cadette Francine Gaudrion sera également peintre.
Elle étudie à l'école professionnelle de la rue Bossuet à Paris, puis devient élève de Gabrielle Debillemont-Chardon, d'Albert-Antoine Lambert, d'Émile Cagniart, de Jules Adler, d'Émile Auguste Wéry, de George Desvallières et de Pierre Eugène Montézin.
Elle expose au Salon à partir de 1901 ainsi qu'au salon de l'Union des femmes peintres et sculpteurs où elle remporte le prix de miniature en 1923.
En 1912, elle est professeur à l'institut populaire d'enseignement commercial du 91 rue Duperré.
Elle réalise son autoportrait durant la Première Guerre mondiale : « Dès le début de ma carrière, aussitôt que j'eus mis le pinceau sur une plaque d'ivoire, je me sentis prise d'une véritable passion pour cet art exquis que les maîtres du XVIIIe siècle pratiquaient avec tant de succès […] et depuis j'ai peint avec joie toutes celles qui voulurent être mes modèles […] ce ne fut certes pas le même sentiment qui m'anima lorsque je peignis mon portrait assise à mon pupitre ; je ne connais rien de plus désagréable que de se regarder ainsi fixement pendant des heures ! Mais, c'était pendant le bombardement de Paris… et les modèles étaient rares ! ».
En 1932, elle réalise avec sa sœur, aquarelliste, une exposition particulière à la galerie Ecalle au 3 rue du Faubourg-Saint-Honoré. Les deux sœurs accrochent encore dans la même galerie en 1933 à l'occasion du 2e Salon de Pâques.
En 1941, elle remporte au Salon le prix Deldebat de Gonzalva et une mention honorable.
Domiciliée 9 rue Duperré, elle meurt célibataire à l'hôpital Bichat à l'âge de 73 ans. Elle est inhumée le 8 février 1954 au cimetière de Pantin.